# Park w Miłosławiu

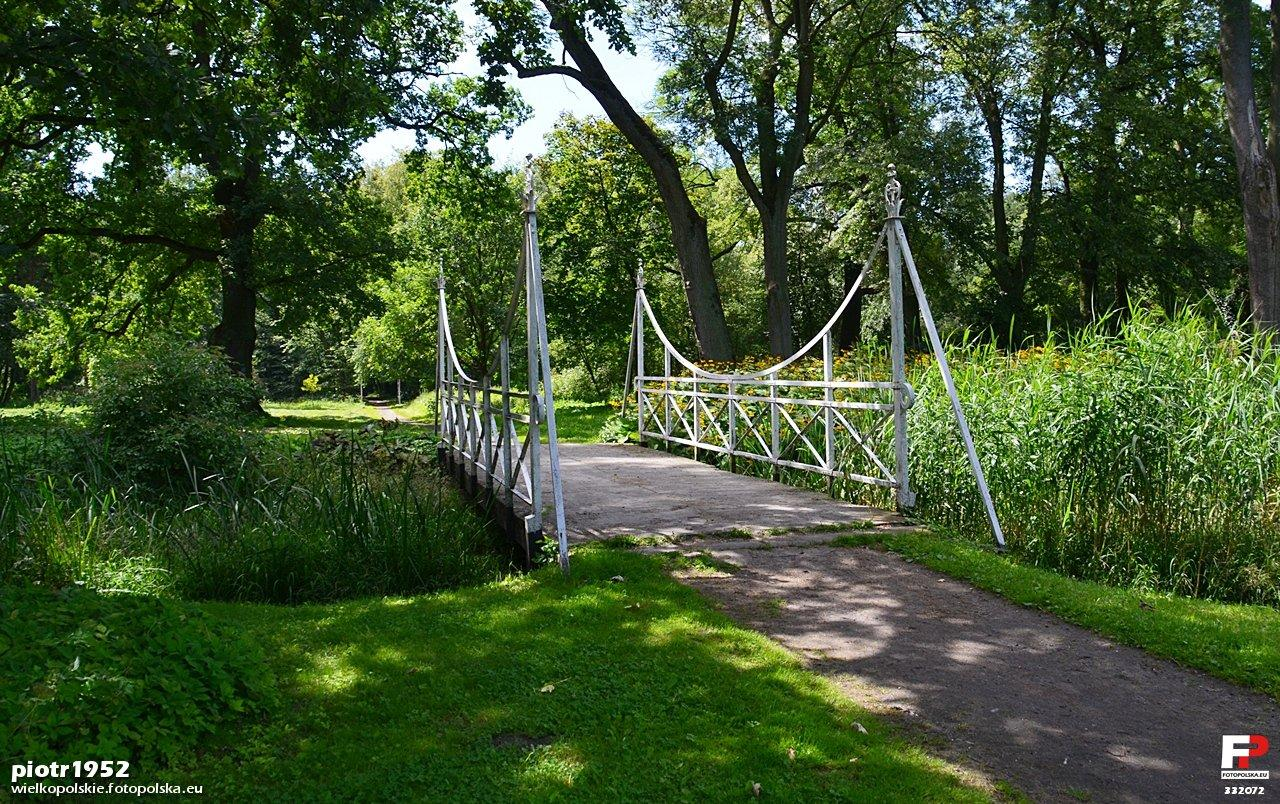
Jeden z mostków nad jednym z kanałów

Park w Miłosławiu - park w ramach Zespołu Pałacowo-Parkowego im. Kościelskich w Miłosławiu (powiat wrzesiński, województwo wielkopolskie), 

## Historia
Park został założony pod koniec XVIII w. przez Mielżyńskich, przy ich pałacu w Miłosławiu. Na początku został urządzony w stylu francuskim, następnie w I połowie XIX w. przekształcony na styl parków angielskich. 
W parku znajduje się najstarszy w Polsce pomnik Juliusza Słowackiego, który na zlecenie Józefa Kościelskiego wykonał znany wielkopolski rzeźbiarz Władysław Marcinkowski. Odsłonięcie pomnika nastąpiło 16 września 1899. W tym dniu w parku gościli m.in. Henryk Sienkiewicz, Leon Wyczółkowski, Lucjan Rydel (poeta), Julian Fałat, a także inni wybitni naukowcy, artyści i literaci.

## Opis
W parku znajdują się liczne stawy, 3 wyspy, 4 kanały nad którymi przerzucono mostki, a także sieć dróżek spacerowych. Ozdobą parku są aleje: grabowo-lipowa prowadząca do drewnianego krzyża, grabowa wiodąca w kierunku pomnika Słowackiego, 4-rzędowa aleja modrzewiowa biegnąca po południowej stronie stawu i przecinające ją aleje modrzewiowa i świerkowa.
Do parku wchodzi się przez ozdobną, neogotycką bramę murowaną z kratą, odrestaurowaną w 1995. Przy bramie znajduje się dawny dom dozorcy parkowego zbudowany w 1854, nazywany „domkiem ogrodnika”. Budynek ma kształt nieregularny z piętrową częścią środkową nakrytą spłaszczonym dachem namiotowym i okrągłą, dziś obniżoną, wieżą. Park otoczony jest zabytkowym parkanem, odtworzonym w latach 1996-1999. W parku znajduje się pałac, rozbudowywany w XIX w., niegdyś siedziba Mielżyńskich, później Kościelskich, spalony w roku 1945, a odbudowany w latach 1963-1969. Po odbudowaniu mieścił różne instytucje publiczne, obecnie mieści się w nim Gimnazjum im. Juliusza Słowackiego.

## Przyroda
Drzewostan parku tworzą zarówno gatunki rodzime (graby, jesiony, lipy, olsze, robinie i dęby), jak również egzotyczne (miłorząb dwuklapowy, wiązowiec zachodni, perełkowiec japoński, glediczja trójcierniowa oraz cypryśnik błotny). W stawach gnieżdżą się i zatrzymują w trakcie przelotów liczne gatunki ptaków wodnych (perkozy, łabędzie, gęsi, kaczki, łyski).

### Pomniki przyrody
- miłorząb dwuklapowy (obw. 320 cm)
- dąb szypułkowy zwany "Dębem Sienkiewicza" (obw. 690 cm)
- jesiony (obw. 415 i 430 cm)
- lipa kaukaska (obw. 395 cm)
- platan (obw. 430 cm)